# Devprayag
Devprayag es una pequeña localidad del estado de Uttaranchal, en el norte de India.
En ella se unen el río Bhagirathi y el río Alaknanda, para dar lugar al nacimiento formal del río Ganges.
Es una de las cinco confluencias sagradas en las colinas, por lo que Devprayag es un importante centro de peregrinación de los hindúes. 
En una terraza en la parte alta de la ciudad está el templo de Raghunat, construido con grandes bloques de piedra, de forma piramidal y con una cúpula blanca.
- Datos: Q27832
- Multimedia: Devprayag / Q27832

1. ↑  Worldpostalcodes.org,código postal n.º 249301.